# 지가 베르토프

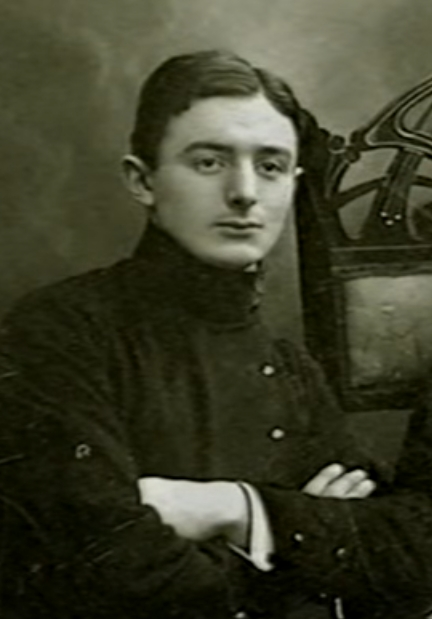
지가 베르토프

지가 베르토프(Dziga (Dzyga) Vertov 러시아어:  Дзига Вертов, 우크라이나어:  Дзиґа Вертов, 1896년 1월 2일~1954년 2월 12일)는 러시아의 다큐멘터리 영화감독이다.

## 활동
영화를 일종의 프로파간다로 보았으며 키노 프라우다라는 다큐멘터리시리즈를 제작하였다. 영화를 만드는 사람은 카메라의 눈을 통해 세상을 바라보아야 한다고 주장하였고, 이러한 주장은 후에 누벨바그에 큰 영향을 미쳤다.

## 베르토프에 관한 명언
"예술이란 역사적 투쟁을 반영하는 <거울>이 아니라 그 투쟁의 <무기>다."

## 같이 보기
- 누벨 바그
- 키노아이
- 지가 베르토프 집단